# ASC Diaraf
Association Sportive et Culturelle Diaraf, kurz ASC Diaraf, ist ein senegalesischer Fußballverein aus der Hauptstadt Dakar. Aktuell spielt der Verein in der höchsten Liga des Landes, der Senegal Premier League.

## Geschichte
Der Verein wurde als Foyer France Sénégal von Papa Guèye Fall am 9. Mai 1933 als Kulturverein gegründet, bekam 1946 eine Sportabteilung und nahm in den 1940er- und 1950er-Jahren an der Coupe d’AOF, dem Pokalwettbewerb der französischen Kolonialföderation Französisch-Westafrika teil und konnte den Titel 1948 gewinnen. Diesem Titel folgten später nationale Meister- und Pokaltitel im unabhängigen Senegal. Zur Saison 2009/10 spielt Diaraf in der Ligue 1, der höchsten senegalesischen Spielklasse.

## Erfolge
- Senegalesischer Meister: 1968, 1970, 1975, 1976, 1977, 1982, 1989, 1995, 200, 2004, 2010, 2018
- Senegalesischer Pokalsieger: 1967, 1968, 1970, 1973, 1975, 1982, 1983, 1985, 1991, 1993, 1994, 1995, 2008, 2009. 2013. 2023
- Coupe d’AOF: 1948

## Ehemalige Spieler
- Mamadou Ba
- Henri Camara
- Abdou Chafi-Sow
- Pape Cire Dia
- Mustapha Diallo
- Oumar Diallo
- Mame Diouf
- Pape Diop
- Dieylani Fall
- Fary Faye
- Khadim Faye
- Pape Magatte Kebe
- Libasse Laye-Diagne
- Babacar Thior Mbaye
- Thiemokho Mbengue
- Abdoulaye N'diaye
- Ibrahima Ndoye
- Ousmane N’Doye
- Desire Niouky
- Pape Sane
- Issa Sarr
- André Senghor
- Mor Soumare
- Eric Traore
- Thierno Youm